# Moyuela
Moyuela ist eine nordspanische Gemeinde (municipio) mit 227 Einwohnern (Stand: 2024) in der Provinz Saragossa in der Autonomen Gemeinschaft Aragón. 

## Lage
Moyuela liegt etwa 85 Kilometer (Fahrtstrecke) südlich von Saragossa in einer Höhe von 725 m. 

## Bevölkerungsentwicklung
| Jahr      | 1960 | 1970 | 1981 | 1991 | 2001 | 2011 | 2021 |
| Einwohner | 1008 | 712  | 492  | 424  | 344  | 258  | 262  |

## Sehenswürdigkeiten
- Marienkirche (Iglesia de Nuestra Señora de la Piedad)
- Clemenskirche (Iglesia de San Clemente)
- Kapelle San Jorge (Ermita de San Jorge), in den Resten einer Burganlage errichtet
- Kapelle Santa Maria de Allende

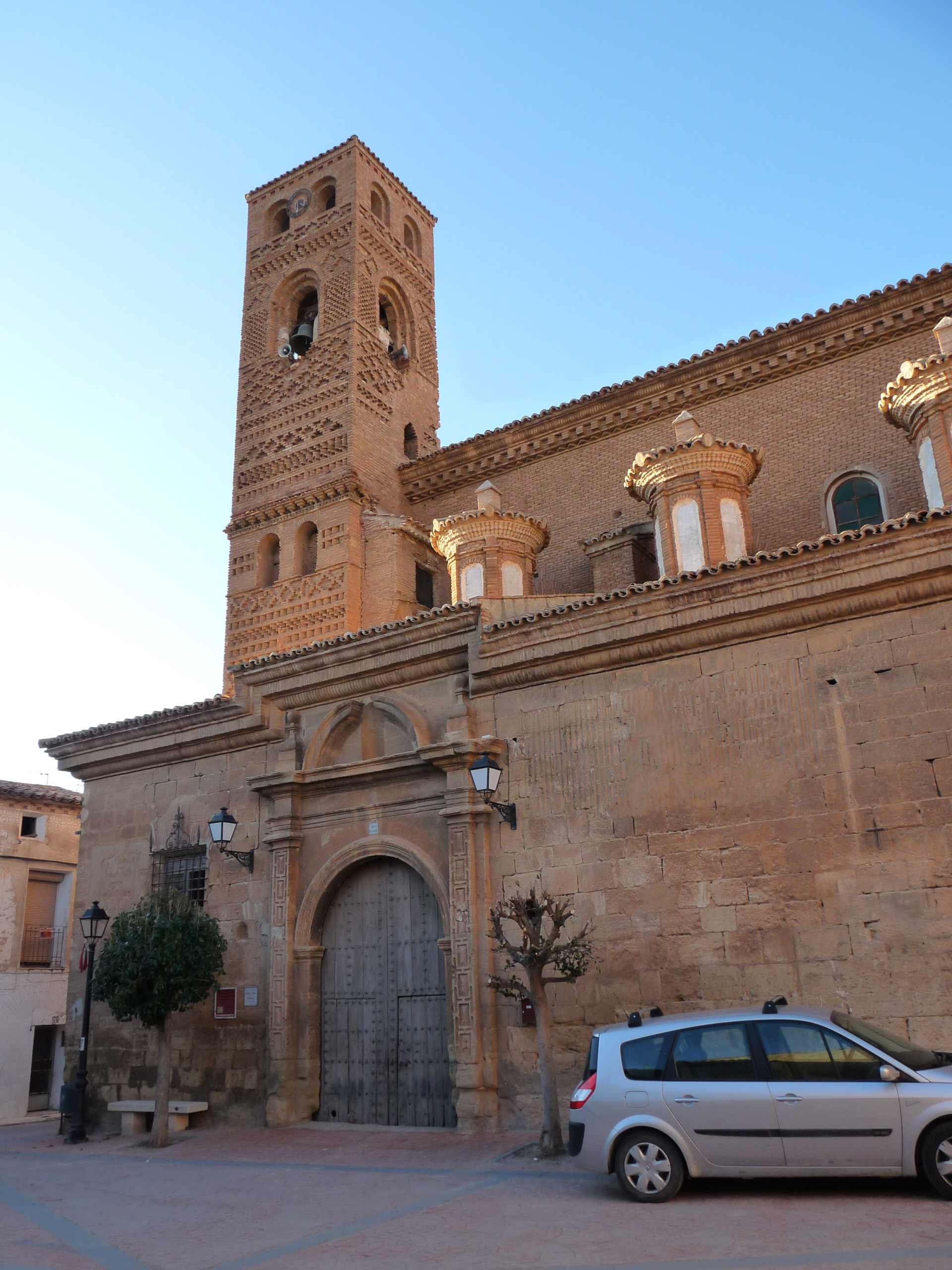
Marienkirche
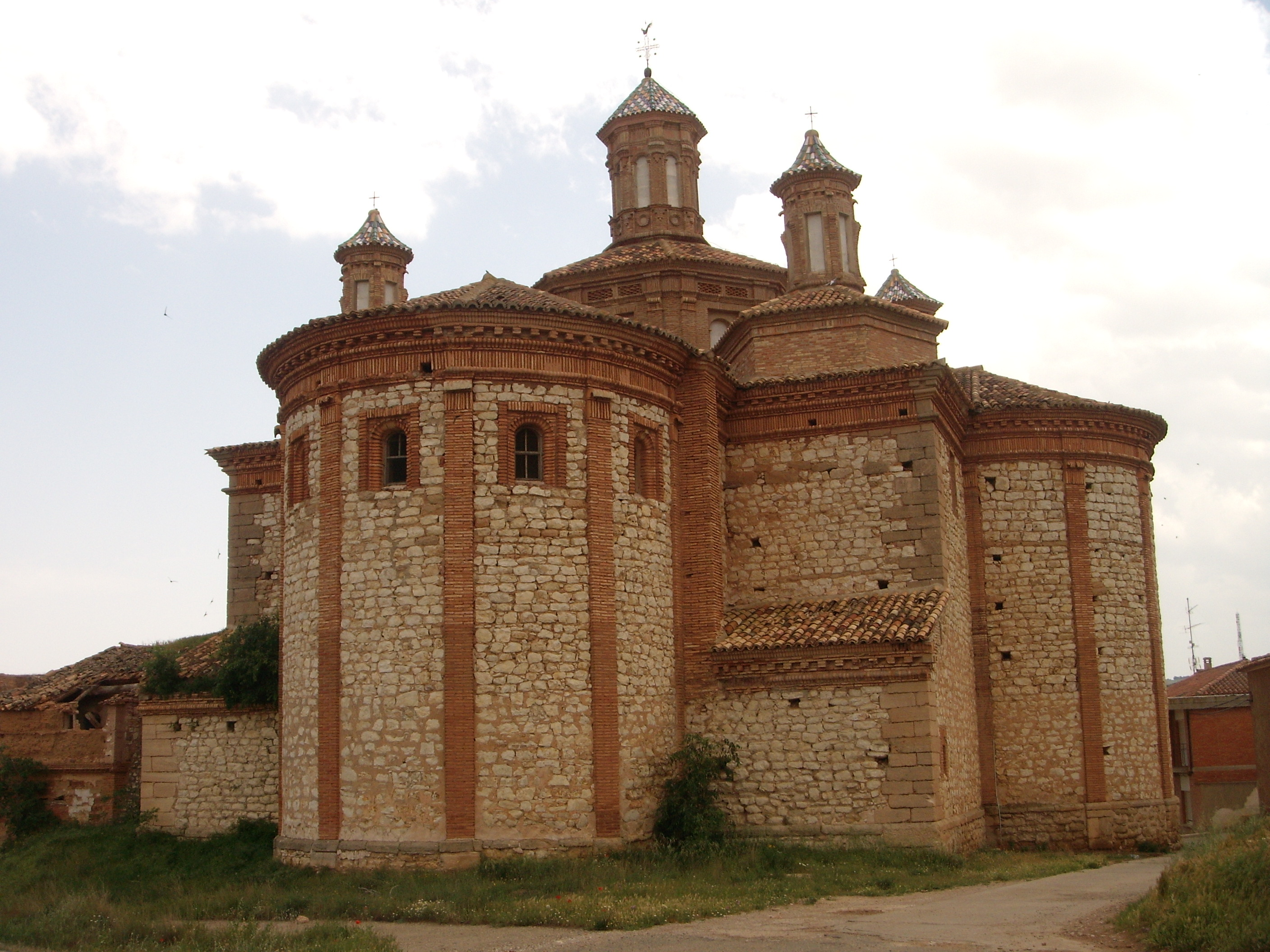
Clemenskirche
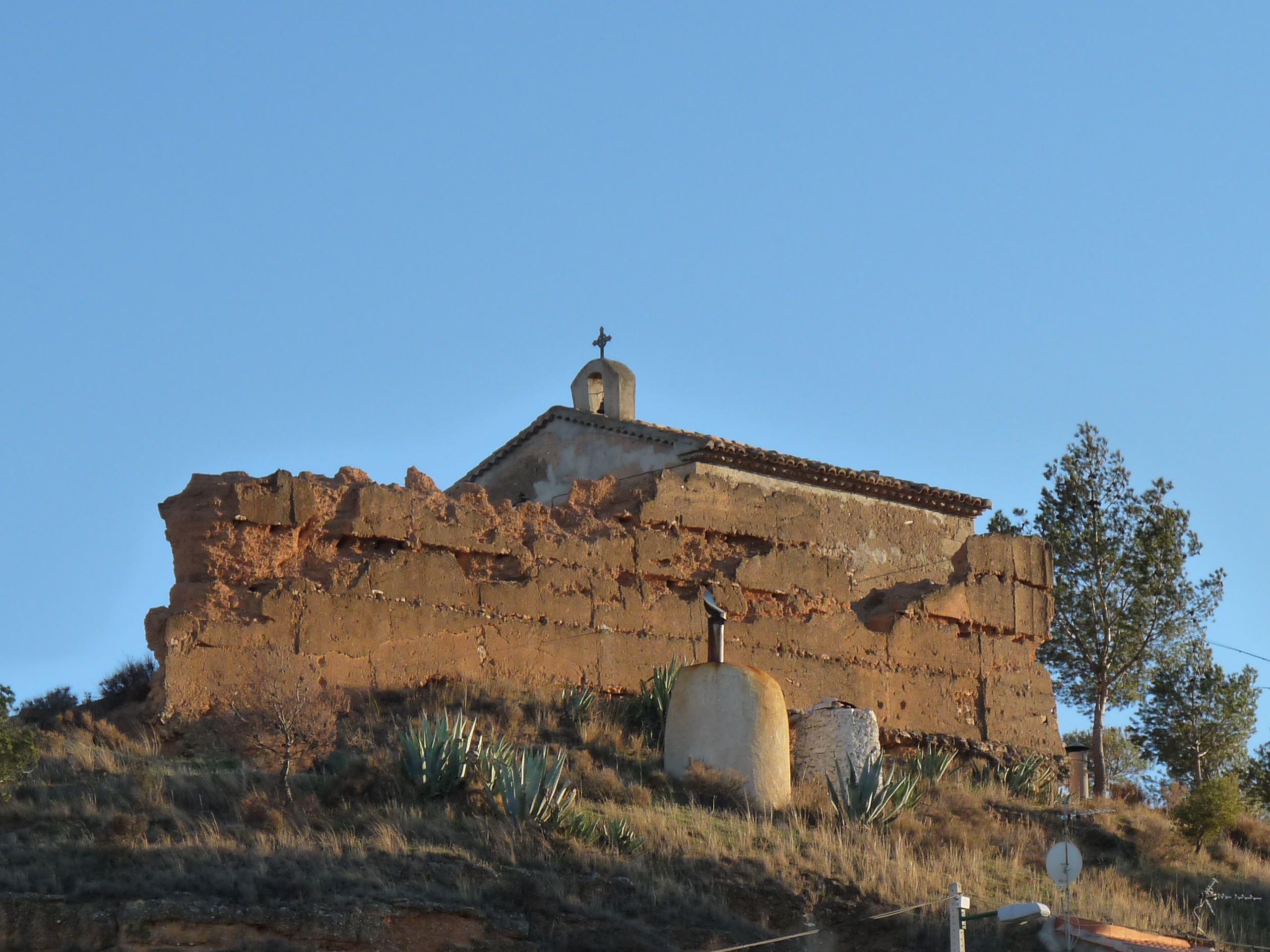
Kapelle San Jorge
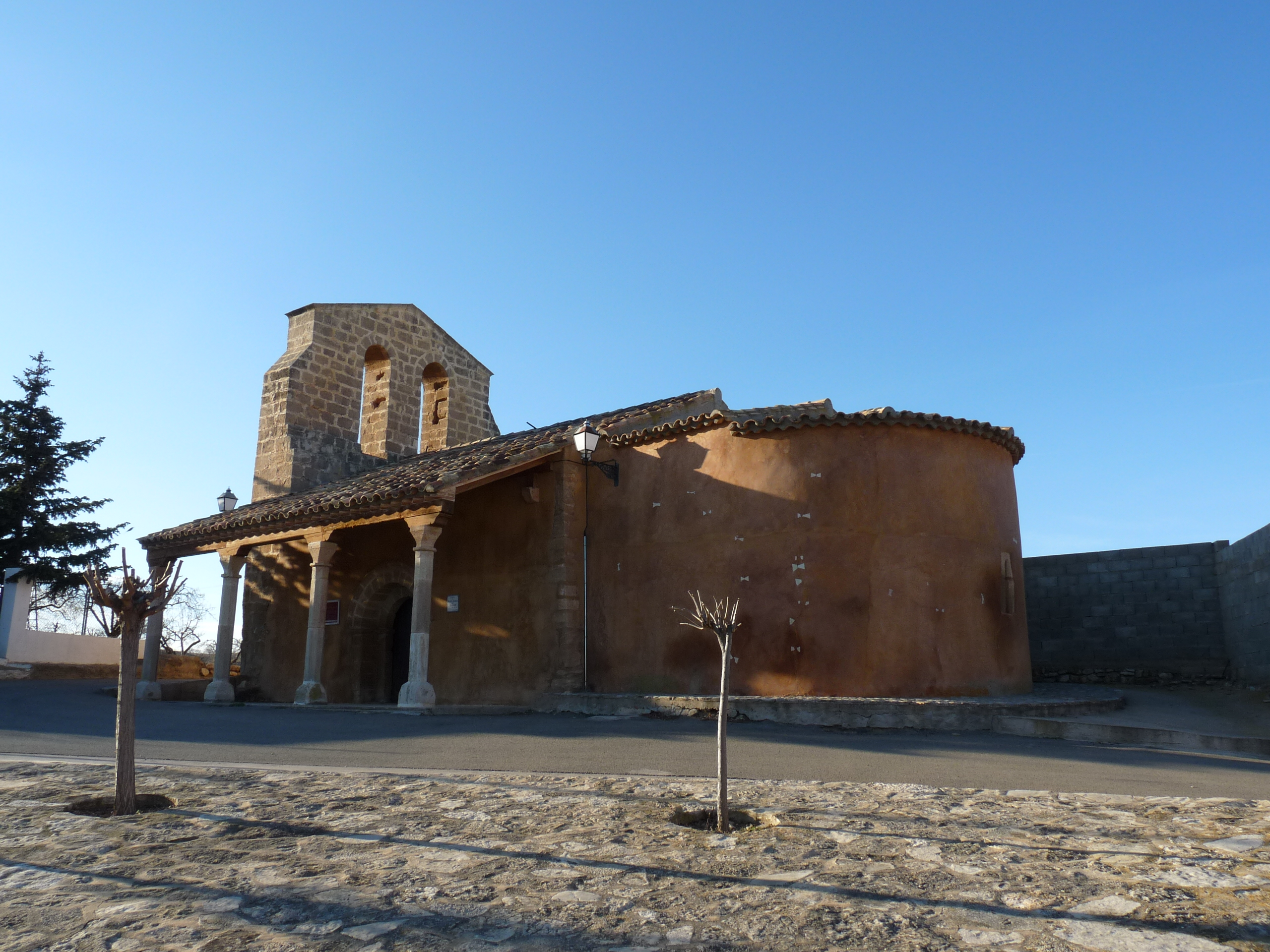
Kapelle Santa María de Allende